# Krogulec czarnogrzbiety
Krogulec czarnogrzbiety (Tachyspiza melanochlamys) – gatunek średniej wielkości ptaka z rodziny jastrzębiowatych (Accipitridae). Ptak ten występuje endemicznie na Nowej Gwinei. Nie jest zagrożony wyginięciem.

## Występowanie
Krogulec czarnogrzbiety występuje w zależności od podgatunku:
- T. melanochlamys melanochlamys – półwysep Doberai (północno-zachodnia Nowa Gwinea)
- T. melanochlamys schistacinus – górskie regiony środkowej i wschodniej Nowej Gwinei

## Systematyka

### Taksonomia
Gatunek po raz pierwszy opisany naukowo przez włoskiego ornitologa Tommaso Salvadoriego w 1875 roku pod nazwą Urospizias melanochlamys. Jako miejsce typowe autor wskazał Arfak Mountains na Nowej Gwinei. Tradycyjnie uważa się, że tworzy grupę siostrzaną z krogulcem białobrzuchym (T. albogularis), krogulcem czarnogardłym (T. haplochromis) oraz krogulcem rdzawoszyim (T. rufitorques). Wyróżniono dwa podgatunki krogulca czarnogrzbietego, lecz podgatunek schistaceus jest słabo zróżnicowany, różniąc się od nominatywnego nieco bledszym upierzeniem na grzbiecie, jednak różnice te równie dobrze mogą zachodzić z powodu indywidualnej lub płciowej zmienności poszczególnych ptaków. Międzynarodowy Komitet Ornitologiczny (IOC) obecnie (2020) uznaje T. melanochlamys za gatunek monotypowy.

### Etymologia
Nazwa rodzajowa: łacińskie accipiter, accipitris – „jastrząb” < accipere – „chwytać, łapać”.

Epitet gatunkowy: greckie μελας melas, μελανος melanos – „czarny”; χλαμυς khlamus, χλαμυδος khlamudos – „płaszcz”.

## Morfologia
Długość ciała 32–43 cm, pozostałe dane przedstawia tabelka (n = liczba badanych ptaków).  
| Masa ciała                           | Rozpiętość skrzydeł | Skrzydło                   | Ogon                       | Skok                   |
| ------------------------------------ | ------------------- | -------------------------- | -------------------------- | ---------------------- |
| ♂ 172–256 g (n = 4); ♀ 294 g (n = 1) | ♂♀ 65–80 cm         | ♂ 214–227 mm; ♀ 247–261 mm | ♂ 152–167 mm; ♀ 181–197 mm | ♂ 56–63 mm; ♀ 69–72 mm |

Średniej wielkości krogulec. Dorosły ptak charakterystyczny, upierzenie głowy i górnych części ciała lśniąco czarne, spód oraz kołnierz kasztanowate; na podbrzuszu i gardle mogą występować słabo zaznaczone białawe paski. Ogon dość krótki, nogi wydłużone z krótkimi palcami u stóp. U młodych ptaków górne części ciemne, brązowo nakrapiane; dolne części ciała kremowe z brązowymi smugami i plamami. Młode podobne do młodych innych sympatrycznych gatunków z rodzaju Accipiter, ale głowa i spód ciała są bledsze, słabiej zaznaczone. Tęczówki, woskówka i nogi u dorosłych ptaków koloru pomarańczowo-żółtego do żółtego, u osobników młodocianych koloru żółtego. Płci podobne w upierzeniu, lecz samica jest o 9–22% większa i prawdopodobnie 15-25% cięższa od samca.

### Głos
Zarejestrowano głośne i piskliwe „kia...kia...kia...” oraz serię szybkich dźwięków o intensywnym tonie „di di di”.

## Ekologia

### Siedlisko i pokarm
Krogulec czarnogrzbiety jest gatunkiem osiadłym i zamieszkuje górskie lasy deszczowe, lasy mgliste, czasami widywany też na skraju lasów i przyległych do lasów ogrodach, na wysokościach od 1090 do 3500 m n.p.m.. Spotykany samotnie lub w parach, często unosi się wysoko ponad lasem.
Żywi się głównie małymi i średnimi ptakami, zwłaszcza górskim gatunkiem gołębia, krasnookiem ciemnogłowym (Gymnophaps albertisii); poluje także na małe ssaki, żaby i owady. Poluje głównie wewnątrz lasu, choć czasami również na bardziej otwartym terenie. Lata wzdłuż drzew, chwytając gołębie siedzące na gałęziach, a także ściga je podczas lotu. Obserwowano jak ukradkiem przelatuje przez ogrody oraz lasy wtórne i chwyta ptaki złapane w siatki ornitologiczne.

### Lęgi
Gniazda (prawdopodobnie typowe dla rodzaju) zbudowane na wysokich drzewach, w tym na pandanach (Pandanus). Prawdopodobnie gniazduje w drugiej połowie roku, jak sugeruje samiec będący w kondycji rozrodczej w październiku. Brak dalszych informacji na temat rozrodu, liczby zniesionych jaj i wychowu młodych.

## Status i ochrona
W Czerwonej księdze gatunków zagrożonych Międzynarodowej Unii Ochrony Przyrody został zaliczony do kategorii LC (ang. Least Concern, najmniejszej troski). Ptak powszechny we wszystkich górskich obszarach kontynentalnej Nowej Gwinei, ale zamieszkuje trudne, odległe i gęsto zalesione tereny i z tego powodu jest rzadko obserwowany przez ornitologów. Stan populacji ocenia się na 1000–10 000 osobników, co mniej więcej równa się 670–6700 dorosłych ptaków. Ponieważ lasy w wielu częściach zasięgu krogulca czarnogrzbietego są nadal w stanie nienaruszonym, populacja tego ptaka uznawana jest za stabilną.